# جيرالد إل. تومسون
جيرالد إل. تومسون (بالإنجليزية: Gerald L. Thompson) هو عالم حاسوب ورياضياتي أمريكي، ولد في 25 نوفمبر 1923، وتوفي في 9 نوفمبر 2009.